# 杨庄乡 (保定市)
杨庄乡，是中华人民共和国河北省保定市莲池区下辖的一个乡镇级行政单位。

## 行政区划
杨庄乡下辖以下地区：
吉恒园社区、东康村、王宋庄村、杨庄村、王范庄村、东高庄村、西高庄村、刘守庙村、大阳东街村、大阳西街村、中阳村和下闸村。